# جينو ميجر
جينو ميجر (بالمجرية: Major Jenő)‏ هو عسكري مجري، ولد في 6 أغسطس 1891 في Baksa, Hungary ‏ في المجر، وتوفي في 13 يناير 1972 في زونتهوفن في ألمانيا.